# یواس‌اس لومن (ای‌کی‌ای-۳۰)
یواس‌اس لومن (ای‌کی‌ای-۳۰) (به انگلیسی: USS Lumen (AKA-30)) یک کشتی بود که طول آن ۴۲۶ فوت (۱۳۰ متر) بود. این کشتی در سال ۱۹۴۴ ساخته شد.